# Steeping River
Steeping River är ett vattendrag i Storbritannien.   Det ligger i riksdelen England, i den sydöstra delen av landet, 180 km norr om huvudstaden London.